# 柯曾 (密蘇里州)
柯曾（英語：Curzon）是位於美國密蘇里州霍爾特縣的非建制地區。

## 歷史
柯曾的郵局於1881年設立，其後於1915年停運。

## 地理
柯曾所處的海拔為高於海平面259米（即850英呎），而該地所採用的時區為UTC-6，即北美中部時區（CST）。同時該地設有夏令時間，為UTC-6調快一小時，即UTC-5（CDT）。